# Счастливцевы
 Счастливцевы — деревня в Кировской области. Входит в состав муниципального образования «Город Киров»

## География
Расположена на расстоянии примерно 8 км по прямой на запад-юго-запад от железнодорожного вокзала станции Киров.

## История
Известна с 1710 года как починок Курбатовской с 1 двором, в 1764 60 жителей, в 1802 (деревня Курбатовская в 1-м селении) 7 дворов. В 1873 году здесь (деревня  Курбатовская 1-я или Счастливцовы) дворов 14 и жителей 113, в 1905 18 и 88, в 1926 (Счастливцевы или Курбатовская 1-я) 17 и 92, в 1950 (Счастливцевы) 14 и 80, в 1989 уже не было постоянных жителей. Настоящее название утвердилось с 1939 года. Административно подчиняется Ленинскому району города Киров.

## Население
Постоянное население составляло 0 человек в 2002 году, 7 в 2010.